# Yigoga
Yigoga is een geslacht van vlinders van de familie Uilen (Noctuidae), uit de onderfamilie Noctuinae.

## Soorten
- Y. acutijuxta Boursin, 1957
- Y. atlas Rungs, 1957
- Y. brunneopicta Corti, 1933
- Y. celsicola Bell, 1859
- Y. disturbans Püngeler, 1903
- Y. eureteocles Boursin, 1940
- Y. exacta Staudinger, 1888
- Y. facunda Draudt, 1938
- Y. fidelis Joannis, 1903
- Y. flavina Herrich-Schäffer, 1852
- Y. forcipula Schiffermüller, 1775
- Y. glaucescens Christoph, 1887
- Y. gracilis Wagner, 1929
- Y. improba Staudinger, 1888
- Y. latipennis Püngeler, 1908
- Y. libanicola Corti, 1933
- Y. lupinus Brandt, 1941
- Y. lutescens Eversmann, 1844
- Y. multicuspis Eversmann, 1852
- Y. nachadira Brandt, 1941
- Y. nigrescens Höfner, 1887
- Y. orientis Alphéraky, 1882

- Y. perturbans Boursin, 1948
- Y. romanovi Christoph, 1885
- Y. serraticornis Staudinger, 1898
- Y. signifera Schiffermüller, 1775
- Y. spissilinea Staudinger, 1896
- Y. stigmatula Kozhanchikov, 1937
- Y. strenua Corti, 1926
- Y. subturbans Boursin, 1948
- Y. sureyae Rebel, 1933
- Y. tauricola Corti, 1933
- Y. truculenta Lederer, 1853
- Y. turcicola Koçak, 1980
- Y. unifica Kozhanchikov, 1937
- Y. wiltshirei Boursin, 1936